# 蘭道夫縣 (印第安納州)
蘭道夫縣（英語：Randolph County）是美國印第安納州東部的一個縣，東鄰俄亥俄州。面積1,174平方公里。根據美國2000年人口普查，共有人口27,401人。縣治溫切斯特（Winchester）。
成立於1821年2月5日。縣名來源有三：一為北卡羅萊納州同名的縣；二為紀念托马斯·杰斐逊的表親、曾任印地安納準州司法部長的湯瑪斯·蘭道夫；三為紀念曾任維吉尼亞州州長、國務卿和第一任司法部長的埃德蒙·倫道夫（Edmund Jennings Randolph）。